# Sonora (Texas)
La ville de Sonora est le siège du comté de Sutton, dans l’État du Texas, aux États-Unis. Elle comptait 3 024 habitants lors du recensement de 2010.